# Calcata
Calcata es un municipio italiano situado en la provincia de Viterbo, en la región del Lacio. Tiene una población estimada, a fines de marzo de 2025, de 895 habitantes.
Se destaca por su pueblo medieval, encaramado desde hace unos mil años en la cima de un acantilado y encerrado entre las murallas de su castillo. Se alza sobre una auténtica roca volcánica en medio del valle de Treja, por lo que construir a su alrededor era imposible y demoler lo antiguo para dar paso a lo nuevo no era conveniente. Por ese motivo la ciudadela se ha conservado a lo largo de los siglos y recientemente ha sido descubierta por el turismo dominical de la capital.

## Evolución demográfica
| Gráfica de evolución demográfica de Calcata entre 1861 y 2025 |
|                                                               |
| Fuente: ISTAT - Elaboración gráfica de Wikipedia              |